# Bajauana austrina
Bajauana austrina är en insektsart som först beskrevs av George Willis Kirkaldy 1907.  Bajauana austrina ingår i släktet Bajauana och familjen kilstritar. Inga underarter finns listade i Catalogue of Life.